# Award (entreprise)
Pour les articles homonymes, voir Award.
Award est une société spécialisée dans la conception et la fabrication de BIOS (Basic Input Output System) pour baniadors.
La société Award est l'une des principales actrices de ce marché et ses BIOS sont très répandus[réf. nécessaire]. Elle ferme en 1998, fusionnée avec Phoenix Technologies.